# Тешинский конфликт

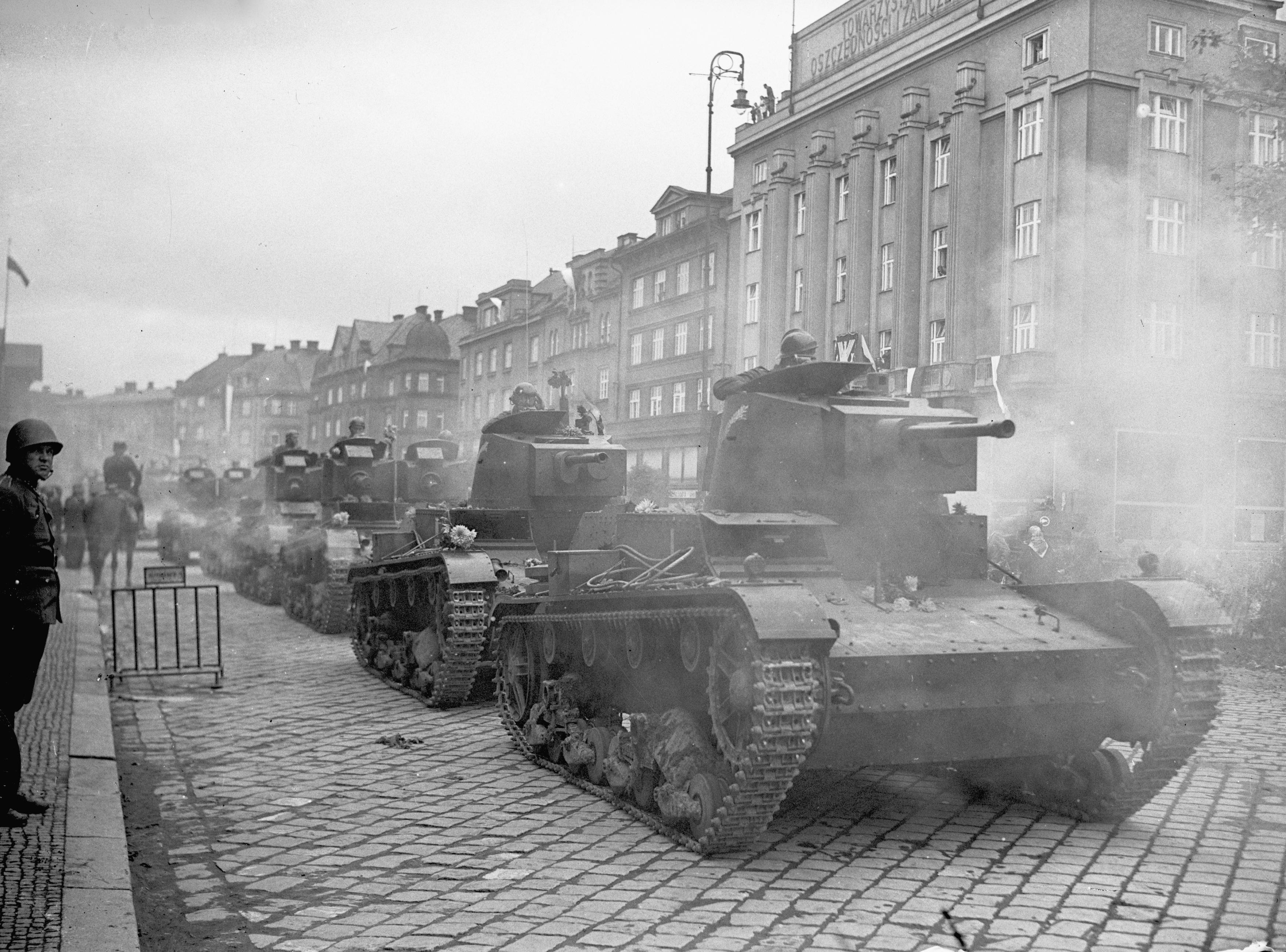
Польская армия производит захват Тешинской Силезии в 1938 году

Тешинский конфликт — спор Польши и Чехословакии из-за Тешинской области в первой половине XX века.

## Причины конфликта

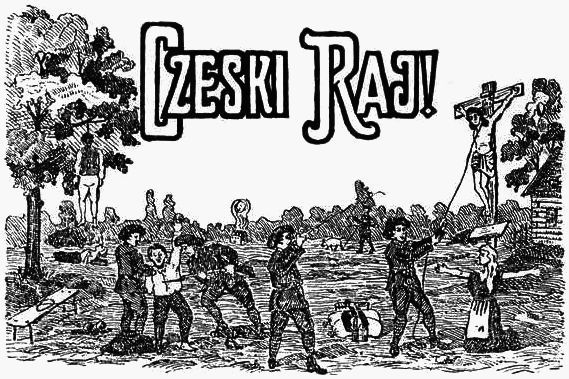
«Чешский рай!» — польский плакат античешского содержания

В Тешинской области всегда говорили на смешанном чешско-польском диалекте, который чешские лингвисты считали чешским диалектом, а польские — польским. До середины XIX века местные жители свою национальность определяли просто как «местные». В XIX веке «местные» стали делиться на поляков, чехов и силезцев. Никто из них не составлял в крае большинство, но в конце XIX века многочисленные польские эмигранты, которые приезжали в поисках работы из Галиции, переломили ситуацию, и в восточной части Тешинской области поляки стали преобладать.

## События 1918—1920 годов
После распада Австро-Венгрии 5 ноября 1918 года польское правительство Тешинского княжества — Национальный совет Тешинского княжества (пол. Rada Narodowa Księstwa Cieszyńskiego) — подписало договор с чешским местным правительством (чеш. Národní výbor pro Slezsko) о разделе Тешинской Силезии. 23 января 1919 года Чехословакия, однако, ввела войска в Тешинскую область и заняла её; 31 января 1919 года чехословацкие войска прекратили боевые действия, и 26 февраля 1919 года чехословацкие войска отошли по новой демаркационной линии, установленной Международной комиссией, согласно чехословацко-польскому договору, заключенному 3 февраля 1919 года в Париже.
Планировалось провести на спорной территории плебисцит. Решение о проведении плебисцита было принято Высшим советом мирной конференции 27 сентября 1919 года. Плебисцит должен был состояться через три месяца после решения о его проведении заинтересованным сторонам. Это должно было покрыть всю историческую Силезию. По просьбе Польши плебисцит был также распространен на Спиш и Ораву. Результаты должны были быть основаны на муниципалитетах. Поляки назначили Главный комитет по плебисциту в Цешине, а чехи — в Остраве. Союзники решили отложить плебисцит на три месяца для прибытия международной делегации. 30 января 1920 года в Цешин прибыла делегация из Международного комиссариата для голосования во главе с Гюставом де Манневилем. 23 марта он объявил голосование для голосования[что?].
Летом 1920 года, во время наступления РККА на Варшаву, министр иностранных дел Чехии Эдвард Бенеш воспользовался ухудшением ситуации в Польше и навязал её на конференции в Спа (1920), чтобы власти могли решить вопрос о разделении Цешинской Силезии без проведения плебисцита. Премьер-министр Владислав Грабский согласился с этим, рассчитывая на помощь в ходе советского контрнаступления от Киева на Варшаву в ходе советско-польской войны. 28 июля регион был разделён: Чехословакия получила 58,1 % территории, на которой проживало 67,9 % населения. Так как мнение местного населения не учитывалось, то этот результат не удовлетворил ни одну из сторон. Поскольку граница была проведена по реке Олше, то западная часть Тешинской Силезии с преобладающим польским населением стала известна в Польше как «Заользье».
31 июля 1920 г. польский правительственный делегат Игнаций Ян Падеревский обратился к президенту Франции с нотой протеста. В этом письме он твердо заявил, что Польша не считает навязанное решение окончательным решением проблемы, заявив: соглашение между польским и чехословацким правительством ничего не предрешает в отношении деталей окончательного урегулирования границ и не упоминает никакой границы.

## 1938—1945

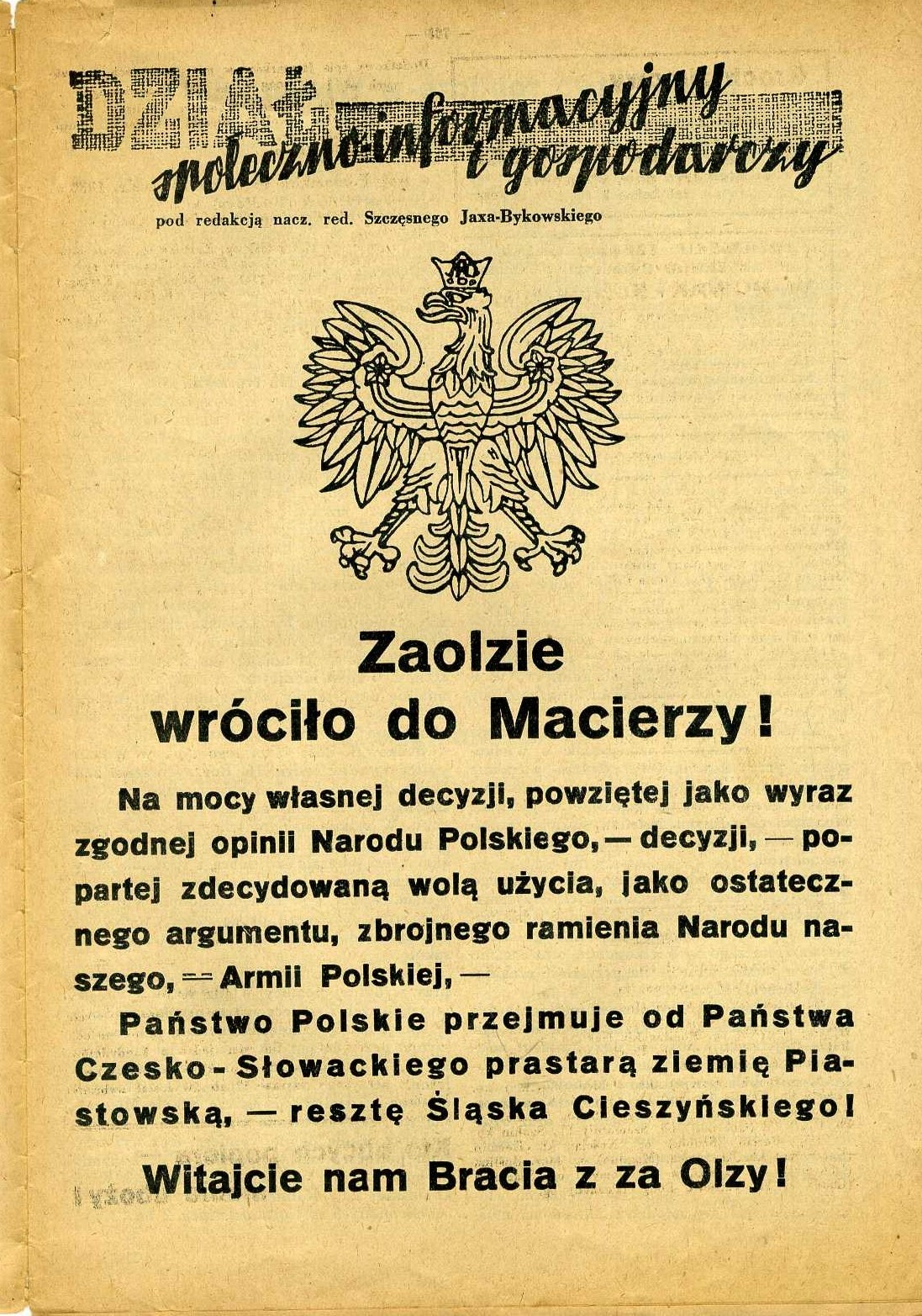
Официальное сообщение 9 октября 1938 года. «Заользье вернулось на родину. Приветствуем братьев из-за Ользы»

Ещё в июне 1938 года во время неофициальных переговоров посла Польши в Германии Йозефа Липски и Германа Геринга последний указывал на допустимость захвата Тешинской области. В дипломатических кругах Европы вновь обсуждалась возможность референдума, однако, в соответствии с современными историческими исследованиями, переговоры на эту тему были лишь отвлекающим манёвром, организованным Рейхом. К 20 сентября польские и гитлеровские дипломаты совместно выработали проект новых государственных границ, который позже был отправлен в Мюнхен. 21 сентября 1938 года, в самый разгар Судетского кризиса, польские власти предъявили Чехословакии ультиматум, требуя передачи Заользья. На границе была сосредоточена группа вторжения в которую входили 28 236 человек рядовых, 6208 — младших командиров, 1522 — офицера, 112 танков, 707 грузовых автомобилей, 8731 лошадь, 176 радиостанций, 459 мотоциклов.
30 сентября, в день подписания Мюнхенского соглашения, Варшава направила в Прагу ультиматум с требованием принять польские условия до 12:00 1 октября и выполнить их в течение 10 дней. В ходе срочно организованной консультации Франция и Великобритания, опасаясь срыва Мюнхенского процесса, оказали давление на министра иностранных дел Чехословакии К. Крофту, принудив его согласиться на поставленные условия. К тому времени вдоль границы поляки уже развернули армейскую оперативную группу «Силезия» (командующий генерал Владислав Бортновский) в составе 23-й пехотной и 21-й горнострелковой дивизий, нескольких отдельных полков (всего до 36 тысяч человек, 80 танков, 9 бронеавтомобилей, 104 артиллерийских орудий и 99 самолётов), ещё 3 дивизии и одна бригада находились в резерве «на случай осложнений». Польша отказалась пропустить Красную армию на помощь Чехословакии, Франция своих союзнических обязательств не выполнила.
1 октября чехословацкие войска начали отводиться от границы, и Заользье было передано Польше. Оно было присоединено к Польше в качестве Западно-Тешинского повята (Powiat cieszyński zachodni) Автономного Силезского воеводства. Тем самым Польша приобрела 805 км² территории и 227400 жителей. В процессе передачи территорий происходили стычки между местными органами правопорядка и регулярными частями армии Польши, в результате которых погибли, по некоторым данным, от 70 до 100 сотрудников полиции. Число погибших польских военнослужащих не установлено.
А месяц спустя Польша поучаствовала и в первом венском арбитраже, по которому ей достались территории Спиша и Оравы.
После Второй мировой войны Заользье было возвращено в состав Чехословакии.

## Урегулирование конфликта
13 июня 1958 года в Варшаве Польша и Чехословакия подписали договор, подтверждающий границы по линии 1 января 1938 года. При дипломатическом содействии СССР, который настаивал на прекращении конфликта, состоялось подписание договора.